# Выяж
Выяж — река в России, протекает в Плесецком районе Архангельской области. Вытекает из озера Верхний Выяж на высоте 128 м над уровнем моря. Течёт по территории Пуксоозерского сельского поселения на юго-восток, пересекая озеро Нижний Выяж. Впадает в Верхнее Пертозеро в верхнем течении реки Мехреньга на высоте 117 м над уровнем моря. Длина реки составляет 3 км.
Недалеко от устья в Выяж слева впадает Палоручей.

## Данные водного реестра
По данным государственного водного реестра России относится к Двинско-Печорскому бассейновому округу, водохозяйственный участок реки — Северная Двина от впадения реки Вага и до устья, без реки Пинега, речной подбассейн реки — Северная Двина ниже места слияния Вычегды и Малой Северной Двины. Речной бассейн реки — Северная Двина.
Код объекта в государственном водном реестре — 03020300412103000033539.